# Kamancheh
O kamancheh (também kamānche, kamāncha ou violino persa) (em persa: کمانچه) é um instrumento iraniano de cordas curvas usado na música armênia, na música armênia azerbaijana, turca e curda; é relacionado ao rebab, o ancestral histórico do kamancheh e da lira bizantina curvada além de ancestral da família européia de violinos.É amplamente utilizado na música clássica do Irã, Armênia, Azerbaijão, Uzbequistão, Turquemenistão, Curdistão e regiões com poucas variações nas estrutura do instrumento; e também na música moderna.
O kamancheh possui quaro cordas e é mantido em frente ao músico,  Também pode ser tocado pinçando-se as cordas ou o chamado pizzicato.